# Ugbos
Els ugbos són un grup de la cultura ioruba que viuen a l'estat d'Ondo a Nigèria. Es consideren els habitants originals d'Ife 'on foren expulsats per Oduduwa, fundador de la nació ioruba.
Estan dividits en quatre regnes tradicionals: Ilaje (capital Oda-Ugbo) governat per un rei amb títol d' Olugbo; el regne de Mahin està governat per un Amapetu; el regne d'Aheri és dirigit per un Maporure; i el regne d'Etikan per un rei amb títol d' Onikan.